# Phillipp Steinhart
Phillipp Steinhart (født 7. juli 1992) er en tysk professionel fodboldspiller, som spiller for 3. Liga-klubben 1860 München.